# Гравітаційно-хвильова астрономія
|  | Подвійні системи двох масивних об’єктів, що обертаються одне навколо одного, важливе джерело для гравітаційно-хвильової астрономії. Система випромінює гравітаційні хвилі під час обертання, які зменшують тензор напружень енергії-імпульсу, спричинюючи зменшення орбіти. Тут показана подвійна система білих карликів, важливе джерело для космічних детекторів, як eLISA. Можливе злиття білих карликів може привести до наднової, представлене вибухом на третьому малюнку. |

Гравітаційно-хвильова астрономія є галуззю спостережної астрономії, що розвивається і прагне використовувати гравітаційні хвилі (найдрібніші викривлення простору-часу передбачені загальною теорією відносності Ейнштейна) для збору даних спостережень про об'єкти, такі як нейтронні зорі й чорні діри, про такі події, як вибухи наднових і процесів, включаючи властивості раннього всесвіту незабаром після того, як стався великий вибух.
Гравітаційні хвилі мають теоретичну базу, засновану на теорії відносності. Вони були вперше передбачені Ейнштейном 1916 року; навіть хоча вони лише конкретний наслідок загальної теорії відносності, та вони є спільною рисою всіх теорій гравітації, які підкоряються спеціальній теорії відносності. Непрямі дані підтвердження їх існування вперше з’явилися 1974 року з вимірювань подвійної зоряної системи Галса-Тейлора PSR B1913+16, чия орбіта змінюється саме так, як і слід було очікувати у випадку випромінювання гравітаційних хвиль.
Рассел Галс і Джозеф Тейлор були нагороджені 1993 року Нобелівською премією з фізики за це відкриття. Згодом спостерігалося багато пульсарів у подвійних системах (включаючи одну систему подвійних пульсарів PSR J0737−3039), і поведінка їх усіх узгоджувалася з передбаченою теорією гравітаційних хвиль.
11 лютого 2016 року було оголошено, що LIGO вперше безпосередньо спостерігав гравітаційні хвилі у вересні 2015 року.

## Спостереження

Криві шуму для вибору детекторів гравітаційних хвиль залежно від частоти. На дуже низьких частотах працюють масиви пульсацій пульсарів (Pulsar timing arrays), зокрема європейський EPTA (European Pulsar Timing Array) і міжнародний IPTA (International Pulsar Timing Array). На низьких частотах працюють космічні детектори такі, як раніше запропонована космічна антена лазерного інтерферометра — КАЛІ (LISA), і її оновлений варіант
— розвинута космічна антена лазерного інтерферометра — РКАЛІ (eLISA), а на високих частотах працюють наземні детекторів, початковий лазерно-інтерферометрична гравітаційно-хвильова обсерваторія — ЛІГО (LIGO) і її вдосконалений варіант настройки — ВЛІГО (aLIGO). Характеристична деформація-напруженість потенційних астрофізичних джерел також показана. Щоб можна було виявити сигнал, його характеристична деформація-напруженість повинна бути вище кривої шуму.

Звичайні частоти гравітаційних хвиль дуже низькі і тому їх набагато важче виявити, у той час як хвилі з вищими частотами трапляються під час драматичніших подій, і, таким чином, вони стали першими спостережуваними хвилями.

### Високочастотні
У 2015-2016 роках, проект LIGO був першим, в якому безпосередньо спостерігалися гравітаційні хвилі за допомогою лазерних інтерферометрів. Детектори LIGO спостерігали гравітаційні хвилі від злиття двох чорних дір зоряної маси, що узгоджувалися з передбаченнями загальної теорії відносності. Ці спостереження показали існування подвійних систем чорних дір зоряної маси, і стали першим прямим виявленням гравітаційних хвиль і першим спостереженням процесу злиття подвійної системи чорних дір. Це відкриття було охарактеризоване як революційне для науки через перевірку нашої здатності використовувати гравітаційно-хвильову астрономію для прогресу в нашому пошуку і дослідженні темної матерії і Великого вибуху.
Існують декілька поточних наукових співробітництв для спостереження гравітаційних хвиль. Існує всесвітня мережа наземних детекторів, це кілометрових лазерних інтерферометрів в тому числі: лазерно-інтерферометрична гравітаційно-хвильова обсерваторія (LIGO), спільний проект Массачусетського технологічного інституту, Каліфорнійського технологічного інституту і вчених Наукового співробітництва LIGO з детекторами в Лівінгстоні, штат Луїзіана і на місці Генфордського комплексу; Virgo, в Європейській гравітаційній обсерваторії, в муніципалітеті Кашина поблизу Пізи в Італії; GEO600 в Зарштедті, поблизу Ганновера в Німеччині, і Каміокський детектор гравітаційних хвиль (KAGRA), яким керує Токійський університет в Каміокській обсерваторії, в підземеллі шахти Мозумі в Каміокській частині міста Хіда (Ґіфу) у префектурі Ґіфу в Японії. LIGO і Virgo модернізують 2016 року до їх поліпшених конфігурацій. Поліпшений детектор LIGO почав спостереження 2015 року, виявивши гравітаційні хвилі попри те, що на той час ще не досяг максимуму своєї чутливості; очікується, що поліпшений детектор Virgo почне спостереження 2016 року. Модернізацію детектора KAGRA заплановано на 2018 рік. GEO600 в даний час працює, але його чутливість робить малоймовірним можливість детектування хвиль; його основною метою є випробування технології.

### Низькочастотні
Альтернативний засіб спостереження — це використання масивів пульсацій пульсару. Є три консорціуми, європейський масив пульсацій пульсарів (EPTA), 
Північноамериканська наногерцна обсерваторія гравітаційних хвиль (NANOGrav) і Радіотелескоп Parkes, які всі разом співпрацюють як  міжнародний масив пульсацій пульсарів (IPTA). Вони використовують існуючі радіотелескопи, але оскільки вони чутливі до частот в наногерцному діапазоні, для виявлення сигналу потрібно багато років спостереження, а чутливість детектора поліпшується поступово. Поточні оцінки наближаються до очікуваних для астрофізичних джерел

### Середньочастотні
Крім того, в майбутньому, існує можливість застосування космічних детекторів. Європейське космічне агентство вибрало гравітаційно-хвильову місію як її місію L3, із запуском 2034 року, поточною концепцією є розвинута космічна антена лазерного інтерферометра — РКАЛІ (eLISA). Також на стадії розробки перебуває японська децигерцно-інтерферометрична гравітаційно-хвильова обсерваторія (DECIGO).

## Науковий потенціал
Астрономія традиційно покладалася на електромагнітне випромінювання. Астрономія виникла з астрономії видимого світла і з того, що можна було побачити неозброєним оком. Із розвитком технологій, стало можливим спостерігати інші частини електромагнітного спектра, починаючи з радіо випромінювання аж до гамма-променів. Кожна нова смуга частот давала новий погляд на Всесвіт і провіщувала нові відкриття. Наприкінці 20-го століття, реєстрація сонячних нейтрино заснувало нову галузь нейтринної астрономії, що дає уявлення про раніше невидимі явища, такі, як внутрішні процеси, які відбуваються всередині Сонця. Спостереження гравітаційних хвиль забезпечують додаткові способи проведення астрофізичних спостережень.
Гравітаційні хвилі забезпечують доповнювальну інформацію до тієї, яка отримана іншими засобами. Комбінуючи спостереження однієї події з використанням різних засобів, можна отримати більш повне уявлення про властивості джерела. Це відоме як багато-передавачна астрономія. Гравітаційні хвилі також можна використовувати для спостереження систем, які є невидимими (або які майже неможливо виявити), щоб виміряти їх будь-якими іншими засобами, наприклад, вони забезпечують унікальний метод вимірювання властивостей чорних дір.
Гравітаційні хвилі можуть випромінюватися багатьма системами, але, для того, щоб створити сигнал, який можна виявити, джерело має складатися з дуже масивних об'єктів, що рухаються із швидкістю, близькою до швидкості світла. Основним джерелом є подвійні системи з двох компактних об'єктів. Приклади таких систем:
- Компактні подвійні системи, що складаються з двох об'єктів зоряних мас, що обертаються близько один до одного, такі як білі карлики, нейтронні зорі або чорні діри. Ширші подвійні системи, які мають нижчі орбітальні частоти, є джерелом для детекторів, таких як LISA.[19][20] Ближчі подвійні системи формують сигнал для наземних детекторів, таких як LIGO.[21] Наземні детектори потенційно можуть виявити подвійні системи, що містять чорну діру середньої маси або кілька сотень сонячних мас.[22][23]
- Подвійні системи надмасивних чорних дір, що складаються з двох чорних дір з масами 105–109 мас Сонця. Надмасивні чорні діри перебувають у центрах галактик. Коли галактики зливаються, то очікується, що їхні центральні надмасивні чорні діри теж зливаються.[24] Вони є потенційно найгучнішими гравітаційно-хвильовими сигналами. Наймасивніші подвійні системи є джерелом для масивів пульсацій пульсарів.[25] Менш масивні подвійні системи (близько мільйона мас Сонця) є джерелом для космічних детекторів, таких як LISA.[26]
- Системи екстремального масового співвідношення компактного об'єкта зоряної маси, що обертається навколо надмасивної чорної діри. Вони є джерелами для детекторів, таких як LISA.[26] Системи з високим ексцентриситетом орбіти створюють вибух гравітаційного випромінювання, оскільки вони проходять через перицентр;[27] Системи з майже круговими орбітами, які, як очікується, будуть спостерігатися в кінці орбітального зближення, випромінюють неперервний спектр у межах смуги частот детектора LISA.[28] Орбітальне зближення екстремального масового співвідношення можна спостерігати на прикладі багатьох орбіт. Це робить їх чудовими зондами фонової геометрії простору-часу, що дозволяють виконати точні випробування загальної теорії відносності.[29]

На додачу до подвійних систем, є й інші потенційні джерела:
- Наднові генерують високочастотні сплески гравітаційних хвиль, які можуть бути виявлені за допомогою LIGO або Virgo.[30]
- Нейтронні зірки, що обертаються, є джерелом безперервних високочастотних хвиль, якщо вони мають осьову асиметрію.[31][32]
- Ранні процеси всесвіту, такі як інфляція або фазовий перехід.[33]
- Космічні струни, якщо вони існують, також можуть випромінювати гравітаційне випромінювання.[34] Виявлення таких гравітаційних хвиль підтвердить існування космічних струн.

Гравітаційні хвилі слабо взаємодіють з речовиною. Це причина, чому їх важко виявити. Це також означає, що вони можуть вільно подорожувати по Всесвіту, а не бути поглинутими або розсіяними подібно до електромагнітного випромінювання. Таким чином, можна побачити центр щільних систем, як осердя наднової, або Галактичного Центру. Крім того, можна бачити більш далекі події в минулому, ніж використовуючи електромагнітне випромінювання, як ранній Всесвіт був непрозорим до світла перед рекомбінацією, але прозорим для гравітаційних хвиль.
Здатність гравітаційних хвиль вільно проходити крізь речовину також означає, що гравітаційно-хвильовий детектори, на відміну від звичайних телескопів, не обмежені полем зору, а спостерігають все небо. Однак детектори чутливіші у деяких напрямках, ніж інших, що є однією з причин, чому вигідно мати мережу детекторів.

### Під час космічної інфляції
Космічна інфляція, гіпотетичний період, коли Всесвіт швидко розширювався під час 10−36 секунди після того, як стався Великий вибух, дав би підвищення гравітаційних хвиль; вони б залишили характерний слід у поляризації реліктового випромінювання. Можна розрахувати властивості первинних гравітаційних хвиль за вимірюваннями  мікрохвильового випромінювання, і використовувати це, щоб дізнатися про ранній Всесвіт. Знову ж таки, гравітаційні хвилі безпосередньо не виявлені, але їх наявність має бути виведена з інших астрономічних методів.

## Розвиток

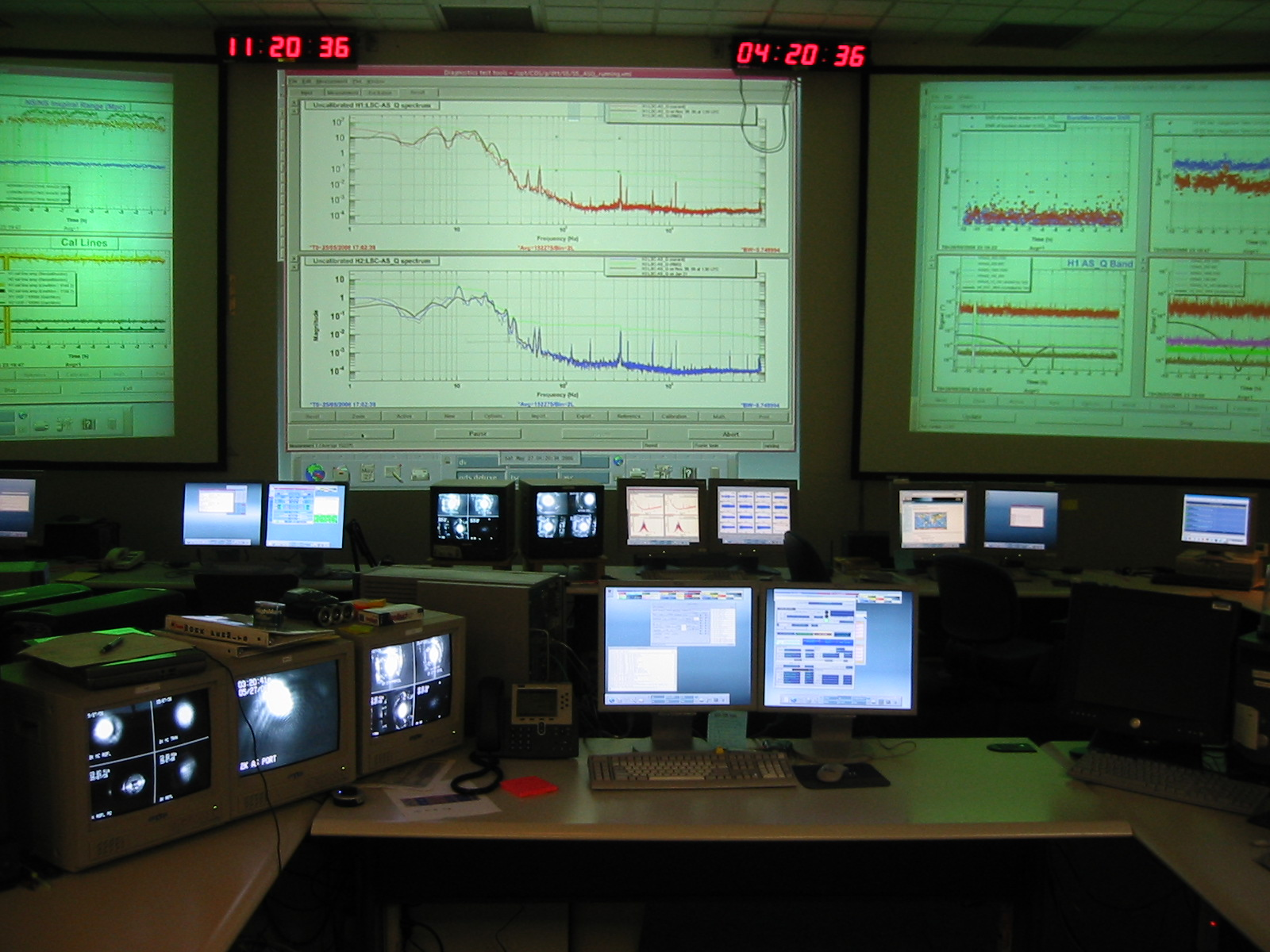
Кімната управління LIGO у Генфорді

Як молода галузь досліджень, гравітаційно-хвильова астрономія перебуває в стадії розвитку; проте, існує консенсус в рамках астрофізичної спільноти, що ця галузь буде продовжувати розвиватися, щоб стати визнаною компонентою багато-передавачної астрономії 21-го століття. Гравітаційно-хвильові спостереження доповнюють спостереження електромагнітного спектру. Ці хвилі також обіцяють дати інформацію, яку не можливо отримати за допомогою виявлення та аналізу електромагнітних хвиль. Електромагнітні хвилі можуть поглинатися і повторно випромінюватися, що ускладнює процес отримання інформації про джерело. Гравітаційні хвилі, тим не менше, тільки слабо взаємодіють з речовиною, а це означає, що вони не розсіюються або поглинаються. Це повинно дозволити астрономам побачити новими способами центр наднової, зіркових туманностей, і навіть зіткнення галактичних ядер.
Наземні детектори дають нову інформацію про фазу орбітального зближення і злиття подвійних чорних зір зоряної маси, і про подвійні системи, що складаються з однієї такої чорної діри та нейтронної зорі (що також мали б викликати гамма-сплески). Вони також можуть виявити сигнали від колапсу ядра наднової і від періодичних джерел, таких як пульсари з малими деформаціями. Якщо гіпотеза про деякі види фазових переходів або завихрені сплески з довгих космічних струн у дуже ранньому Всесвіті (в космічному часі близько 10−25 секунди) правдива, їх також можна буде виявити. Космічні детектори, такі, як LISA, мають виявляти об'єкти, такі як подвійні системи двох білих карликів і зір типу AM Гончих Псів (де відбувається акреція бідної на гідроген речовини з компактної маломасивної гелієвої зорі на білий карлик), а також спостерігати за злиттям надмасивних чорних дір і орбітальним зближенням невеликих об'єктів (між одним і тисячами сонячних мас) в такі чорні діри. LISA також повинна мати можливість слухати той же вид джерел з раннього Всесвіту, як наземні детектори, але на нижчих частотах і зі значно більшою чутливістю.
Виявлення емітованих гравітаційних хвиль є важким завданням. Воно включає в себе ультрастабільні високоякісні лазери і детектори відкалібровані з чутливістю щонайменше 2·10−22 Hz-1/2, як показано на наземному детекторі, GEO600. Крім того, було запропоновано, що навіть з великих астрономічних подій, таких як вибухи наднових, ці хвилі можуть зменшитись до надзвичайно малих вібрацій розміром з діаметр атома

## Подальше читання
- Cutler, Curt; Thorne, Kip S. (2002), An overview of gravitational-wave sources, у Bishop, Nigel; Maharaj, Sunil D. (ред.), Proceedings of 16th International Conference on General Relativity and Gravitation (GR16), World Scientific, с. 4090, arXiv:gr-qc/0204090, Bibcode:2002gr.qc.....4090C, ISBN 981-238-171-6
- Thorne, Kip S. (1995), Gravitational radiation, Particle and Nuclear Astrophysics and Cosmology in the Next Millenium: 160, arXiv:gr-qc/9506086, Bibcode:1995pnac.conf..160T
- Gravitational Wave Astronomy, Max Planck Institute for Gravitational Physics, архів оригіналу за 6 лютого 2013, процитовано 24 січня 2013
- Schutz, B. F. (1999), Gravitational wave astronomy, Classical and Quantum Gravity, 16 (12A): A131—A156, arXiv:gr-qc/9911034, doi:10.1088/0264-9381/16/12A/307